# Headstrong
Headstrong é o álbum de estréia da atriz e cantora norte-americana Ashley Tisdale. Foi lançado pela Warner Bros. Records em 6 de fevereiro de 2007. O álbum foi certificado com disco de ouro nos Estados Unidos, Alemanha, Argentina, Brasil e Irlanda. Tisdale começou a trabalhar no projeto após o sucesso do filme High School Musical, que teve a sua trilha a mais vendida de 2006, e depois de ser a primeira artista feminina a estrear com duas canções simultaneamente na Billboard Hot 100, na mesma semana. A cantora trabalhou com uma variedade de compositores e produtores, incluindo Diane Warren, JR Rotem, Ryan Tedder, Evan "Kidd" Bogart, e Kara DioGuardi, entre outros. O álbum recebeu o título de sua personalidade, Tisdale disse que queria usar o seu primeiro álbum para se apresentar formalmente e pessoalmente, e não como um dos personagens que ela interpreta.
O álbum debutou na quinta posição da Billboard 200 nos Estados Unidos, vendendo 64,000 cópias na semana de lançamento e gerou quatro singles que conseguiram sucesso nos charts, tendo "Be Good to Me" e "He Said She Said" como os maiores hits do álbum. Vendeu 538 mil de cópias nos Estados Unidos e foi certificado com disco de ouro, mundialmente vendeu mais de 1,1 milhões de cópias. Ashley se apresentou em vários programas de televisão para promover o álbum e os singles, como o Good Morning America, Live! With Regis and Kelly e o TRL da MTV. Também usava a turnê High School Musical: The Concert para promover as suas músicas, e ainda realizou uma mini-turnê, a Headstrong Tour Across America.

## Informações do álbum
Após ter participado de High School Musical, as gravadoras Hollywood Records e Warner Bros. Records ofereceram um contrato para a Ashley lançar seu primeiro álbum. Ela resolveu assinar com Warner, pois teria mais liberdade criativa sobre o álbum, então a gravadora fez questão de que o álbum fosse produzido rapidamente. Estava planejado para ser lançando ainda em 2006, mas Ashley optou por lançar no inicio do ano, pois já estava no meio de uma turnê mundial do filme.
Ashley cantava três músicas do futuro álbum durante a turnê High School Musical: The Concert, eram as faixas "Headstrong", "We'll Be Together" e "He Said She Said", a última a gravadora chegou anunciar como o primeiro single do álbum, mas depois foi alterado para "Be Good to Me", que foi lançado em 26 de dezembro de 2006, e chegou a 80ª posição na Billboard Hot 100. "He Said She Said" foi lançada como segundo single em 15 de janeiro de 2007, e se tornou o maior hit do álbum, chegando a 58ª posição na Billboard Hot 100 e sendo certificado pela RIAA com disco de ouro por 500 mil cópias vendidas. O álbum ainda teve mais dois singles oficiais, "Not Like That" e "Suddenly". 
Ainda em 2007 o álbum foi relançado em uma versão limitada, era um box que acompanhava o CD mais o DVD "There's Something About Ashley". A faixa "Unlove You", é um cover do artista Sarah Hudson, "Goin' Crazy", é um cover do artista Sandy Moelling e "Don't Touch (The Zoom Song)", é um cover do artista Tata Young.
Headstrong foi eleito o 6º melhor do ano de 2007, pela escolha dos leitores da revista musical Billboard.

## Recepção
O álbum estreou na 5º posição da Billboard 200, com 64 mil cópias vendidas na primeira semana, e permaneceu 33 semanas na Billboard 200. Foi certificado com disco de ouro nos Estados Unidos pelas vendas de 500 mil cópias. Até 13 de julho de 2009, o álbum tinha vendido mais de 564 mil cópias nos Estados Unidos. Headstrong também foi certificado com ouro na Argentina, com vendas de 20 mil cópias. O álbum vendeu ao todo 1,1 milhões de cópias mundialmente.

## Headstrong no Brasil
No Brasil o álbum vendeu mais de 40 mil cópias, rendendo uma certificação de ouro. O single Be Good to Me fez um enorme sucesso tanto nas rádios, quanto em canais musicais, como MTV, Multishow, Play TV e MIX TV. O segundo single, He Said She Said também foi bem aceito pelas rádios.
"Suddenly" e "So Much For You" foram lançados simultaneamente como singles no Brasil. "So Much For You" se tornou um sucesso no país, principalmente por fazer parte da trilha sonora da novela Duas Caras, da Rede Globo.

## Headstrong Tour Across America
Headstrong Tour Across America foi uma mini-turnê feita para promover o álbum Headstrong, foi realizada de 14 de outubro á 1 de novembro de 2007. A turnê passou por dez shoppings de cidades famosas dos Estados Unidos. Embora tenha acontecido vários meses depois do lançamento do álbum, coincidiu com o lançamento de seu primeiro DVD, There's Something About Ashley.

## Track Listing
| N.º            | Título                                                                   | Compositor(es)                                                  | Duração |  |
| 1.             | "Intro" (Jack D. Elliot)                                                 |                                                                 | 1:09    |  |
| 2.             | "So Much for You" (The Matrix)                                           | Adam Longlands, Lauren Christy, Scott Spock, Graham Edwards     | 3:05    |  |
| 3.             | "He Said She Said" (Rotem)                                               | Jonathan "J.R." Rotem, Evan "Kidd" Bogart, Ryan "Alias" Tedder  | 3:08    |  |
| 4.             | "Be Good to Me" (Twin)                                                   | Kara DioGuardi, Joacim Persson, Niclas Molinder                 | 3:33    |  |
| 5.             | "Not Like That" (Twin)                                                   | Persson, Molinder, Pette Ankarberg, David Jassy, Ashley Tisdale | 3:01    |  |
| 6.             | "Unlove You" (Roche)                                                     | Guy Roche, Shelly Peiken, Sarah Hudson                          | 3:29    |  |
| 7.             | "Positivity" (Roche)                                                     | Roche, Peiken, Samantha Jade                                    | 3:44    |  |
| 8.             | "Love Me for Me" (Emanuel Kiriakou)                                      | Diane Warren                                                    | 3:45    |  |
| 9.             | "Goin' Crazy" (Twin, Roche)                                              | Persson, Molinder, Ankarberg, Celetia Martin                    | 3:09    |  |
| 10.            | "Over It" (Todd, Smith)                                                  | Tisdale, Bryan Todd, Michael "Smidi" Smith                      | 2:54    |  |
| 11.            | "Don't Touch (The Zoom Song)" (Anders, Supaflyas, Nikki Hassman (vocal)) | Adam Anders, Nikki Hassman, Rasmus Bille Bahncke, Rene Tromborg | 3:11    |  |
| 12.            | "We'll Be Together" (Mark Hammond)                                       | Peiken                                                          | 4:00    |  |
| 13.            | "Headstrong" (The Matrix)                                                | Longlands, Spock, Christy, Edwards                              | 3:11    |  |
| 14.            | "Suddenly" (Roche)                                                       | Janice Robinson, Tisdale                                        | 3:39    |  |
| Duração total: | Duração total:                                                           | Duração total:                                                  | 45:05   |  |

## Singles
| Ano                                                                          | Canção             | Melhores Posições nos Charts | Melhores Posições nos Charts | Melhores Posições nos Charts | Melhores Posições nos Charts | Melhores Posições nos Charts | Melhores Posições nos Charts | Melhores Posições nos Charts | Melhores Posições nos Charts | Melhores Posições nos Charts | Melhores Posições nos Charts | Certificações |
| Ano                                                                          | Canção             | EUA                          | ALE                          | AUT                          | CAN                          | RC                           | EUR                          | FIN                          | SUI                          | SUE                          | UK                           | Certificações |
| ---------------------------------------------------------------------------- | ------------------ | ---------------------------- | ---------------------------- | ---------------------------- | ---------------------------- | ---------------------------- | ---------------------------- | ---------------------------- | ---------------------------- | ---------------------------- | ---------------------------- | ------------- |
| 2006                                                                         | "Be Good To Me"    | 80                           | 57                           | 67                           | —                            | —                            | —                            | —                            | —                            | —                            | —                            |               |
| 2007                                                                         | "He Said She Said" | 58                           | 17                           | 21                           | 62                           | —                            | 65                           | —                            | —                            | —                            | 155                          | : Ouro (RIAA) |
| 2008                                                                         | "Not Like That"    | —                            | 20                           | 31                           | —                            | 58                           | 68                           | —                            | 27                           | —                            | —                            |               |
| 2008                                                                         | "Suddenly"         | —                            | 45                           | —                            | —                            | —                            | —                            | —                            | —                            | —                            | —                            |               |
| "—" Singles que não entraram nos charts ou não foram lançados no território. |                    |                              |                              |                              |                              |                              |                              |                              |                              |                              |                              |               |

## Datas de Lançamento
| País           | Data                    |
| -------------- | ----------------------- |
| Estados Unidos | 6 de Fevereiro de 2007  |
| Canadá         | 6 de Fevereiro de 2007  |
| Itália         | 16 de Fevereiro de 2007 |
| México         | 20 de Fevereiro de 2007 |
| Brasil         | 27 de Fevereiro de 2007 |
| Ásia           | 20 de Março de 2007     |
| Chile          | 22 de Março de 2007     |
| Austrália      | 7 de Abril de 2007      |
| Espanha        | 10 de Abril de 2007     |
| Reino Unido    | 15 de Outubro de 2007   |

## Desempenho e Certificações
| Chart (2007-08)          | Melhores posições |
| ------------------------ | ----------------- |
| Australian Albums Chart  | 80                |
| Austrian Albums Chart    | 21                |
| German Albums Chart      | 23                |
| Irish Albums Chart       | 16                |
| New Zealand Albums Chart | 22                |
| Swiss Albums Chart       | 98                |
| UK Albums Chart          | 155               |
| US Billboard 200         | 5                 |

| Chart (2007)     | Posição |
| ---------------- | ------- |
| US Billboard 200 | 196     |

| País           | Orgão | Certificação | limiares de vendas |
| -------------- | ----- | ------------ | ------------------ |
| Argentina      | CAPFV | Ouro         | 20.000             |
| Austrália      | ARIA  | Ouro         | 35.000             |
| Brasil         | ABPD  | Ouro         | 30.000             |
| Canadá         | CRIA  | Ouro         | 40.000             |
| Estados Unidos | RIAA  | Ouro         | 500.000            |
| Irlanda        | IRMA  | Ouro         | 7.500              |
| Portugal       | AFP   | Ouro         | 10.000             |